# Ken Noritake
Ken Noritake (Japó, 18 de juliol de 1922 - 6 de març de 1994) és un futbolista japonès que disputà un partit amb la selecció japonesa.